# タンバリンアーティスツ
有限会社タンバリンアーティスツ（Tambourine Artists）は、東京都世田谷区代沢に本社を置くモデル事務所および芸能事務所。2002年設立。

## 概説
主な業務は、女性モデル・タレントのマネージメント。かつては学研のファッション誌『ピチレモン』と繋がりが深く、同誌のオーディションに合格して専属モデルとなる際に芸能事務所や劇団に所属していない場合には、タンバリン社に所属することが通例となっていた。
2010年6月より男性タレントを扱うようになった。
関連企業に、株式会社タンバリンプロデューサーズ（デジタルメディア等の企画制作）、株式会社タンバリンピクチャーズ（映像制作）がある。

## 現在の主な所属タレント
- 夢みるアドレセンス
  - 桜羽このは
  - 櫻井ゆの
  - 宇佐木にの
  - 楠本りり
  - 深津花琳
  - 楸梨加
  - 花咲みちる
- 遥か、彼方。
  - 松岡光希
  - 山下千晶
  - 稲川玲
  - 杉原莉夏
  - 城間梨来
  - 廣川瑚春
  - 小日向美海
- il pleut（イルプル）
  - 山城リオ
  - 水上涼菜
- YUMEADO CiTRON
  - 流石夏恋
  - 北島澪
  - 中井ゆゆ
  - 野沢さえ
  - 望月りうる
- YUMEADO VANQUISH
  - 藍川らいせ
  - 一条みりん
  - 神楽音緒
  - 倉本えみり
- Alice Stella（アリスステラ）
  - 一宮ななか
  - 大野れい
  - 白間萌香
- momoca.-百歌-
  - 桜楽みゆ
  - 藤咲りあ
- QUON（クオン）
  - 逢凪美穂
  - 丑嶋咲結実
  - 瀬乃かすみ
- 元夢みるアドレセンス
  - 安達玲奈
  - 櫻野ちひろ
  - 最上真凪
  - 鳴海寿莉亜
  - 柊木まあや
- 水沢永愛
- 小嶋凛
- 石原千尋
- 絢野かの
- 有栖里咲
- 天音茉莉花
- 真仲美鳳
- 高橋舞夏
- 小野崎せな
- 西咲まこ
- 宮園ひまり
- 藤咲巡
- 宮原華音

### 業務提携
- 田中彪（T-gene）
- Azully（Azully Official）

## 過去に所属していたタレント
- 海老澤月那[2]
- 八鍬里美（Showtitleに移籍）
- 追留愛美[3]
- 伊吹ひかり
- 高野瞳
- 松前吏紗
- ピポ☆エンジェルズ[4]
  - 右手愛美[5]
  - 原田百合果[3]
  - 浅田美穂[3][6]
  - 壁谷明音[6]
  - 貝森亜理沙[3]
  - 岩崎愛[7]
  - 愛須春伽[8]
- 佐藤栞里[3] （スターダストプロモーションに移籍）
- 井上美帆[3]
- 吹田祐実[9]
- 宮本優花[9]
- 北村梨夏[6]
- 占部佑季[6]
- 加戸佑香利[6]
- 広重美穂[6]
- 宮坂亜里沙[8]
- 大山桃子[8]
- 蒲田華恵[8]
- 清野菜名[8] （ステッカー→トップコートに移籍）
- 杉本有美[10]
- 天野莉絵[6]
- 小関舞[11][12] （アップフロントプロモーション→ジェイピールームに移籍）
- 井手上梓[12]
- 黒田瑞貴[13] （オスカープロモーションに移籍）
- 岩田宙[14]
- 図師光博[15]
- 永石匠[16]
- 吉岡奈都美[17]
- 前田希美（TRUSTARに移籍）
- 石丸浩之（エイジアプロモーションに移籍）
- 早野有純
- 市原朋彦（TRUSTARに移籍）
- 長谷川大（ASOBISYSTEMに移籍）
- Stereo Tokyo
  - 西園寺未彩
- 夢みるアドレセンス元メンバー
  - 山下彩耶
  - 白川蘭珠
  - 山口はのん
  - あかり（旧芸名：山田朱莉）
  - 京佳
  - 荻野可鈴
  - 志田友美
  - 小林れい（旧芸名：小林玲）[18]
- 加藤里奈
- 甲斐千遥
- 青羽ひかり
- 高濱レイカ
- 内藤もゆの
- 彩（沖縄電子少女彩）
- 志田光